# كنيسة القديس يوحنا

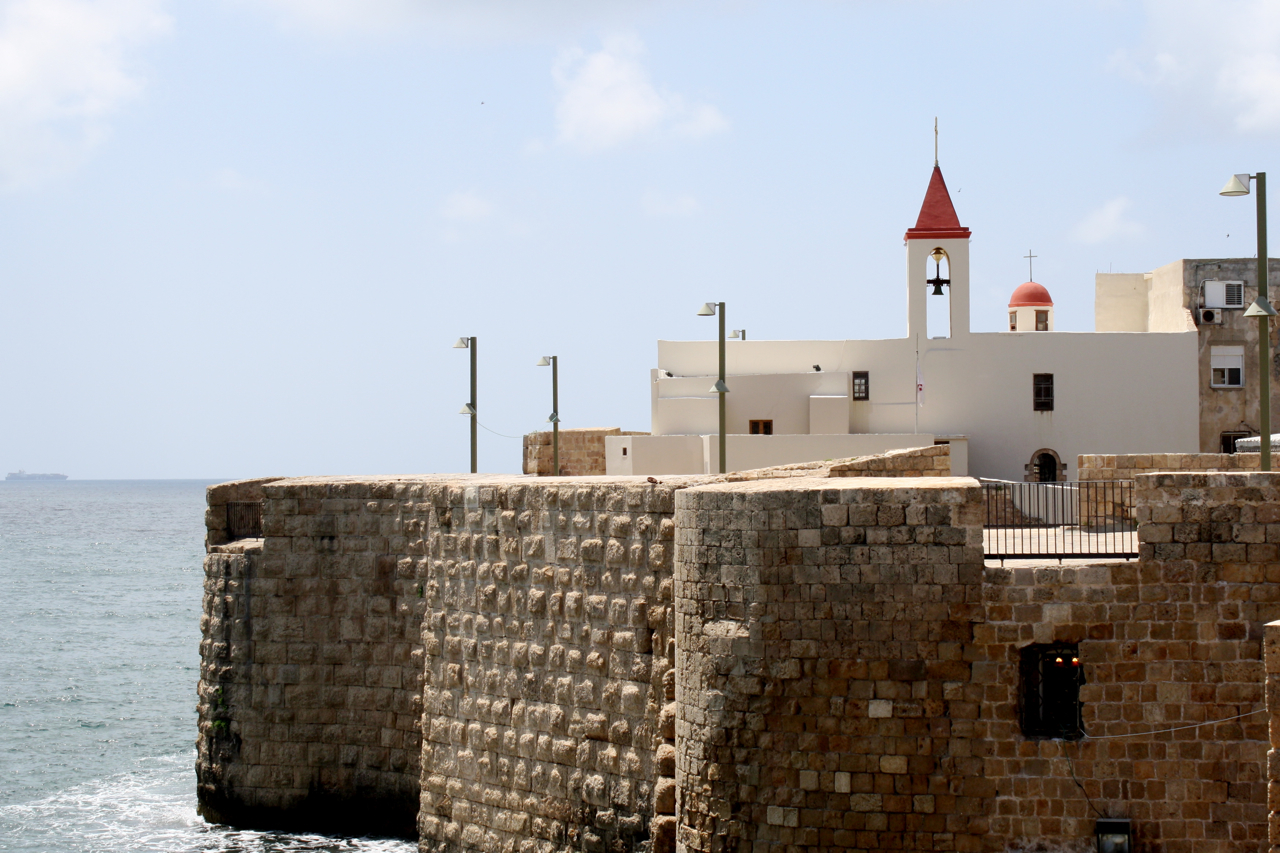
كنيسة القدّيس يُوحنا المعمدان.

كنيسة القدّيس يُوحنا إحدى أهمّ وأبرز كنائس مدينة عكَّا في فلسطين المحتلة. شيِّدت في عام 1737م على يد تُجَّار فرنسيين وفق الطُراز المعماريّ القوطيّ على السُور الشرقيّ للمدينة بالقُرب من المنارة.

## تاريخ
كانت الكنيسة مُهملة حتَّى أوائل عام 1994م إذ باشرت الطائفة بترميمها.

## طالع أيضًا
- كنيسة ودير سانت جورج.
- المسيحية في إسرائيل.
- عكا.